# Шайкорик (село)
Шайкори́к (каз. Шайқорық) — село у складі Жамбильського району Жамбильської області Казахстану. Адміністративний центр Жамбильського сільського округу.
У радянські часи село називалось Чайкурук.
Населення — 4417 осіб (2021; 4141 у 2009, 3327 у 1999, 2354 у 1989).